# زيمر بيوميت
زيمر بيوميت (بالإنجليزية:Zimmer Biomet) هي شركة للأجهزة الطبية يتم تداولها بشكل عام. تأسست عام 1927 لإنتاج جبائر الألمنيوم. يقع المقر الرئيسي للشركة في وارسو ، إنديانا ، حيث تعد جزءًا من مجموعة أعمال الأجهزة الطبية.
في عام 2001 تم فصل زيمر عن بريستول-مايرز سكويب وبدأ التداول في بورصة نيويورك في 7 أغسطس ، تحت رمز المؤشر ZMH. في نوفمبر 2011 ، استحوذت الشركة على ExtraOrtho Inc. في يناير 2012 ، استحوذت الشركة على شركة Synvasive Technology، Inc. التي يقع مقرها في رينو ، نيفادا. في 29 يونيو 2015 ، غيرت الشركة رمز المؤشر إلى ZBH ليعكس استحواذها على بيوميت.

في 12 يناير 2017 ، أعلن زيمر بيوميت قرارًا مع وزارة العدل والمجلس الأعلى للتعليم وافقوا فيه على دفع غرامة تبلغ 30.5 مليون دولار تقريبًا ، وهو مبلغ لن يؤثر على توقعاته لعام 2017.

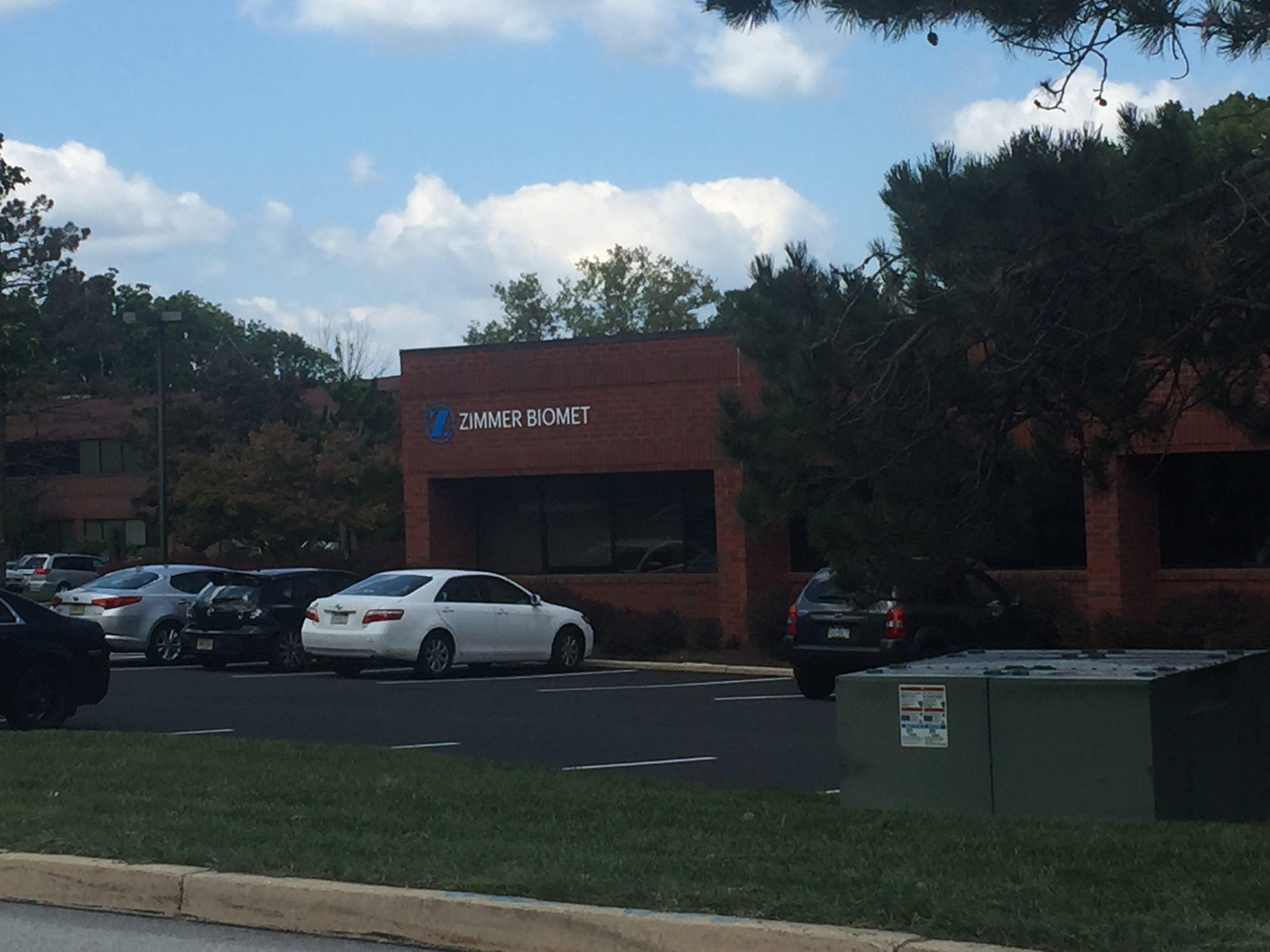
مكتب إكستون ، بنسلفانيا

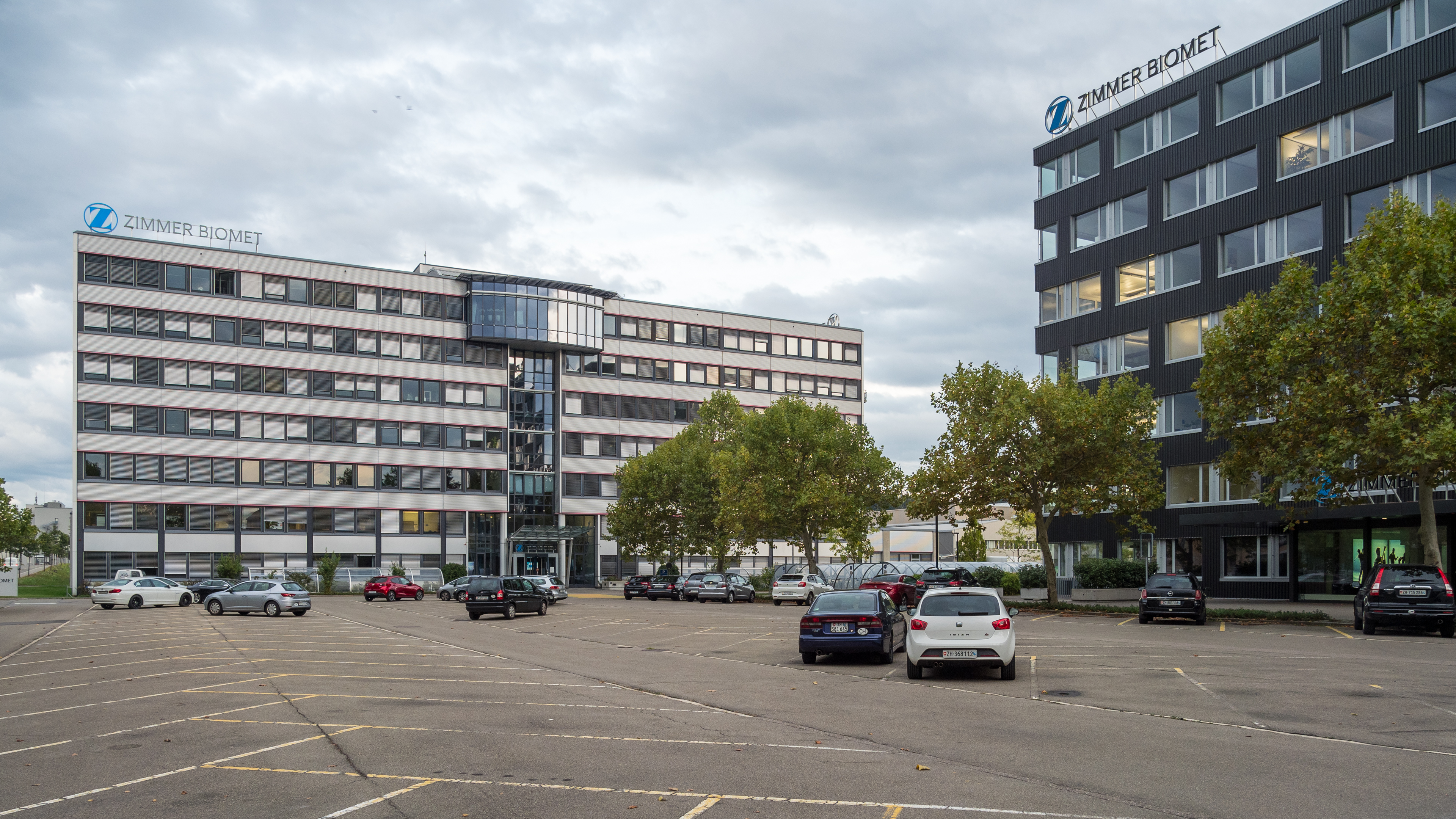
مكتب أوروبا والشرق الأوسط وأفريقيا في فينترتور ، سويسرا

## بيانات الشركة
بلغت مبيعات زيمر لعام 2017 حوالي 7.824 مليار دولار. الشركة مدعومة بجهود ما يقرب من 18200 موظف حول العالم.

### القيادة
- دافيد سي دفوراك ، كان الرئيس والمدير التنفيذي [10] من 1 مايو 2007 إلى 11 يوليو 2017.[11]
- دان فلورين ، الرئيس المؤقت والرئيس التنفيذي من 11 يوليو 2017 إلى 19 ديسمبر 2017.[12]
- بريان هانسون ، الرئيس والمدير التنفيذي من 19 ديسمبر 2017 حتى الآن.

### استحقاقات
في عام 2016 ، تم الاعتراف بالشركة في قائمة فورتشين 500 لأول مرة ، حيث احتلت المرتبة رقم 431. ومنذ ذلك الحين ، ظلت على القائمة لمدة ثلاث سنوات متتالية. اعتبارًا من عام 2018 ، احتلت الشركة المرتبة 361 في القائمة.

## روابط خارجية
- الموقع الرسمي